# Andrew Schally
Andrzej Viktor „Andrew” Schally (n. 30 noiembrie 1926, Wilno, Polonia – d. 17 octombrie 2024, Miami Beach, Florida, SUA) a fost un endocrinolog polono-american și laureat al Premiului Nobel pentru Medicină (1977), împărțind premiul în acel an cu Roger Guillemin și Rosalyn Sussman Yalow. Premiul i-a recunoscut descoperirea că hipotalamusul controlează producția și eliberarea de hormoni de către glanda pituitară, care la rândul ei controlează modul de funcționare al altor hormoni din organism.

## Viața și cariera
Schally s-a născut la Wilno, A Doua Republică Poloneză (din 1945 Vilnius, Lituania), ca fiu al generalului de brigadă Kazimierz Schally, care a fost șef de cabinet al președintelui Ignacy Mościcki al Poloniei, și al Mariei (Łącka), o poloneză ce provenea dintr-o familie nobiliară veche și cunoscută.

În septembrie 1939, când Polonia a fost atacată de Germania Nazistă și  de Uniunea Sovietică, Schally s-a refugiat, împreună cu președintele Poloniei Ignacy Mościcki, cu primul ministru și cu întregul cabinet de miniștri, în România, ce era pe atunci neutră, unde au fost găzduiți.
Am fost norocos să supraviețuiesc holocaustului în timp ce am trăit în cadrul comunității evreiești poloneze din România. Obișnuiam să vorbesc poloneza, româna, idiș, italiana și un pic de germană și rusă, dar le-am uitat aproape complet, iar franceza în care excelam pe atunci nu o mai vorbesc acum fluent.
Imediat după război, în 1945, a trecut prin Italia și Franța în Marea Britanie. Schally a urmat studii în Scoția și Anglia. În 1952 s-a mutat în Canada. El a obținut doctoratul în endocrinologie la Universitatea McGill în 1957. În același an a părăsit Canada pentru a urma o carieră în cercetare în Statele Unite ale Americii, unde a lucrat în principal la Universitatea Tulane. Schally a desfășurat activități de cercetare în endocrinologie la Miami Veteran's Administration Medical Center din Miami, Florida. Cetățean canadian când a plecat din Canada, Schally a devenit cetățean naturalizat al Statelor Unite ale Americii în 1962. El a lucrat câțiva ani la Baylor College of Medicine din Houston, Texas.
El a dezvoltat un nou domeniu de cunoaștere cu privire la controlul creierului asupra chimiei corpului uman. Cercetările sale abordează, de asemenea, metodele de control ale nașterii și hormonii de creștere. Împreună cu Roger Guillemin, el a descris neurohormonul GnRH care controlează FSH și LH.
Schally a primit titlul de doctor honoris causa al Universității Jagiellone din Cracovia. El a obținut în anul 1977 Premiul Nobel pentru Medicină.
El a fost căsătorit cu Margaret Rachel White (de care a divorțat) și cu Ana Maria de Medeiros-Comaru.

## Legături externe
- Aleksandra Ziółkowska, Korzenie są polskie (The Roots Are Polish), Warsaw, 1992, ISBN 83-7066-406-7.
- Aleksandra Ziolkowska-Boehm, The Roots Are Polish, Toronto, 2004, ISBN 0-920517-05-6.
- Nicholas Wade, The Nobel Duel, Garden City, Anchor Press/Doubleday, 1981.